# Staurochaeta grisea
Staurochaeta grisea är en tvåvingeart som beskrevs av Louis-Paul Mesnil 1963. Staurochaeta grisea ingår i släktet Staurochaeta och familjen parasitflugor. Inga underarter finns listade i Catalogue of Life.